# Culex brethesi
Culex brethesi är en tvåvingeart som beskrevs av Dyar 1919. Culex brethesi ingår i släktet Culex och familjen stickmyggor. Inga underarter finns listade i Catalogue of Life.